# Somalische Nationale Bewegung
Die Somalische Nationale Bewegung (deutsch für Somali National Movement, SNM) war eine politische und militärische Organisation in Nordsomalia. Sie entstand in den 1980er Jahren als Rebellenbewegung des Isaaq-Clans gegen die Regierung Siad Barres und führte den Aufstand in Nordsomalia, der nach dem Sturz Barres 1991 zur Unabhängigkeitserklärung des Gebiets als Somaliland führte.

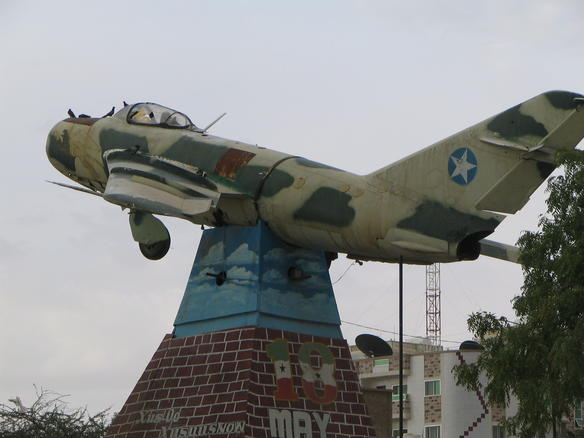
Denkmal in Form einer MiG für die Bombardierungen 1988 in Hargeysa

## Geschichte
Die Somalische Nationale Bewegung wurde 1981 von oppositionellen Somaliern, größtenteils Angehörigen des Isaaq-Clans, im Exil in London gegründet mit dem Ziel, die Regierung Somalias unter Siad Barre zu stürzen. Dies stand vor dem Hintergrund, dass sich viele Isaaq als Clan und Region durch die autoritäre Regierung marginalisiert und unterdrückt fühlten. Anfangs waren auch Hawiya in der SNM beteiligt, diese verließen die Organisation jedoch 1986. Somit war sie im Wesentlichen von den Isaaq geprägt.
Die SNM wandte sich gegen die von vielen Bewohnern Nordsomalias, vor allem den Isaaq, empfundenen wirtschaftlichen und politischen Benachteiligungen durch die Regierung. Sie strebte die Entmachtung Siad Barres und die Errichtung eines demokratischen Systems an; zumindest bis 1988 war sie nicht separatistisch ausgerichtet. Im Unterschied zur zeitweise antireligiös ausgerichteten Regierungspolitik betonte sie die Bedeutung des Islam für die somalische Gesellschaft, war jedoch nicht islamistisch. Außenpolitisch lehnte die SNM zunächst eine Anlehnung des Landes sowohl an die Sowjetunion als auch an die USA ab und trat für die Aufhebung der unpopulären, früher von der Sowjetunion und unterdessen von den USA genutzten Militärbasis in Berbera ein. Gegen Ende der 1980er Jahre ging sie zu einer pro-westlichen Außenpolitik über und befürwortete eine US-Beteiligung in Somalia nach dem Ende von Barres Herrschaft. Die Positionen der SNM fanden in weiten Teilen der nordsomalischen/Isaaq-Bevölkerung Zuspruch.
Hauptstützpunkt der SNM wurde das mit Somalia verfeindete Äthiopien, das in jener Zeit verschiedene Oppositionsbewegungen gegen die somalische Regierung unterstützte. Militärische Aktionen der SNM gegen die Barre-Regierung begannen am 2. Januar 1982, als von Basen in Äthiopien aus das Gefängnis Mandera bei Berbera angegriffen und dort einsitzende politische und andere Gefangene befreit wurden. Die Regierung reagierte mit der Verhängung des Ausnahmezustands und diverser Einschränkungen über Nordsomalia. Diese Maßnahmen konnten der SNM jedoch keinen Einhalt gebieten. Um den Rebellen die Unterstützungsbasis zu entziehen, besuchte Barre schließlich im Februar 1983 die Region, ließ politische Gefangene aus der Haft entlassen, hob den Ausnahmezustand wieder auf und kündigte eine Amnestie für Somalier an, die aus dem Exil zurückkehren wollten.
Ab 1984 wandte die SNM eine aggressivere Strategie an und griff Militäreinrichtungen der Regierung bei Hargeysa, Burao und Berbera an. Weitere SNM-Operationen 1985/1986 veranlassten Siad Barre, internationale Anstrengungen zu unternehmen, um ausländische, namentlich libysche sowie südjemenitische Unterstützung für die SNM zu unterbinden. 1987 nahmen SNM-Einheiten elf Mitarbeiter von Ärzte ohne Grenzen gefangen, um auf die Praxis der somalischen Regierungsarmee, Männer aus Flüchtlingslagern zwangsweise zu rekrutieren, aufmerksam zu machen; nach zehn Tagen wurden die Geiseln freigelassen. Barre reagierte auf die fortgesetzten Aktivitäten der SNM, indem er in Nordsomalia scharfe Sicherheitsmaßnahmen zum Einsatz brachte. Nomadische Gemeinschaften in der äthiopisch-somalischen Grenzregion, die der Unterstützung der SNM verdächtigt wurden, wurden vertrieben.
Die Minderheitenclans der Gadabursi-Dir und der Dolbohanta-Darod sowie Flüchtlinge aus dem äthiopischen Ogaden unterstützten zum Teil die Regierung gegen die SNM. Teils geschah dies freiwillig, teils wurden sie dazu zwangsrekrutiert.
Dennoch konnte die SNM bis Februar 1988 drei Dörfer um Togochale und ein grenznahes Flüchtlingslager unter ihre Kontrolle bringen. Im selben Jahr hatte eine Entspannung der Beziehungen zwischen Äthiopien und Somalia zur Folge, dass die SNM – wie andere somalische Rebellenbewegungen – ihre Militärbasen auf äthiopischem Gebiet verlassen musste. Sie begann daraufhin eine Großoffensive in Nordsomalia und konnte weite Gebiete unter ihre Kontrolle bringen, verlor aber rund die Hälfte ihrer Kämpfer. Die darauf folgenden Vergeltungsmaßnahmen der Regierungsarmee gegen die Isaaq umfassten summarische Hinrichtungen, Vergewaltigungen und die gezielte Zerstörung von Brunnen und Weidegründen und gipfelten in der Bombardierung von Burao und Hargeysa. Hierbei kamen etwa 50.000 Menschen um, Hunderttausende flohen nach Äthiopien. Als Folge erhielt die SNM noch deutlich mehr Unterstützung aus der Bevölkerung als zuvor.
Zugleich setzten in Süd- und Zentralsomalia weitere Rebellenbewegungen wie die SSDF der Majerteen-Darod, der USC der Hawiya und das SPM der Ogadeni-Darod der Barre-Regierung immer mehr zu. Die SNM verständigte sich mit diesen Organisationen darauf, nach dem Sturz Barres eine Übergangsregierung zu bilden. 1991 wurde Barre schließlich abgesetzt. Die Bildung einer Nachfolgeregierung scheiterte jedoch, als der USC zunächst den Sieg über Barre und damit den Hauptteil der Macht für sich alleine beanspruchte und anschließend im Machtkampf zwischen Mohammed Farah Aidid und Ali Mahdi Mohammed zerfiel. Zudem verübte vor allem der USC Racheakte gegen Zivilisten vom Darod-Clan, dem Clan Siad Barres.
Von Seiten der SNM kam es zu einigen summarischen Prozessen und Hinrichtungen gegen Regierungssoldaten wegen mutmaßlicher Kriegsverbrechen. Bei Kämpfen gegen Gadabursi-Milizen wurde die Ortschaft Dilla in der Region Awdal zerstört, und eine SNM-Einheit griff die Warsangeli-Darod-Siedlung Hadaftimo in Sanaag an. Insgesamt nahm die SNM jedoch keine Rache an den übrigen nordsomalischen Clans und initiierte stattdessen einen Versöhnungsprozess. Dazu griff sie auf traditionelle Mechanismen der Friedensstiftung zurück. Auf einer Versammlung von Clan-Ältesten unter Federführung der SNM in Burao wurde 1991 die einseitige Unabhängigkeitserklärung Nordsomalias als Somaliland verabschiedet. Dieser Schritt war von der SNM-Führung ursprünglich nicht vorgesehen und erfolgte auf Druck der Öffentlichkeit, die aufgrund der Kriegserfahrungen die Einheit mit Süd- und Zentralsomalia mehrheitlich ablehnte. Zusammen mit der Unabhängigkeitserklärung wurde eine „Nationale Charta“ verabschiedet, der zufolge die SNM für die nächsten zwei Jahre die Regierungsgewalt ausüben sollte. Anschließend sollte eine neue Verfassung ausgearbeitet werden, unter der die Macht an eine gewählte Regierung übergehen würde. Der damalige SNM-Führer Abd-ar-Rahman Ahmad Ali Tur wurde erster Präsident. 
In den zwei Jahren der Präsidentschaft Turs kam es zu Konflikten zwischen verschiedenen Faktionen und Unterclans der Isaaq innerhalb der SNM. Diese wurden auf einer weiteren Konferenz 1993 beigelegt. An dieser Konferenz wurde die Macht von der SNM an eine zivile Regierung unter Mohammed Haji Ibrahim Egal übertragen, die die Demokratisierung Somalilands vorantrieb.
Veteranen der SNM nehmen bis heute bedeutende Positionen in der Politik Somalilands ein. Sie sind insbesondere in der Kulmiye-Partei vertreten.